# Ca la Paula
Ca la Paula és una masia de Vilablareix (Gironès) inclosa a l'Inventari del Patrimoni Arquitectònic de Catalunya.

## Descripció
És una masia tardana de forma basilical situada darrere la plaça del Perelló. Presenta murs de pedra amb morter de calç. Es caracteritza fonamentalment per l'accés lateral, molt poc usual, i pel detall de cantonada corba entre la façana principal i el camí-carrer. Porta amb llinda de pedra i finestres superiors amb ampits decorats.
Han reformat la teulada.